# 札幌市時計台

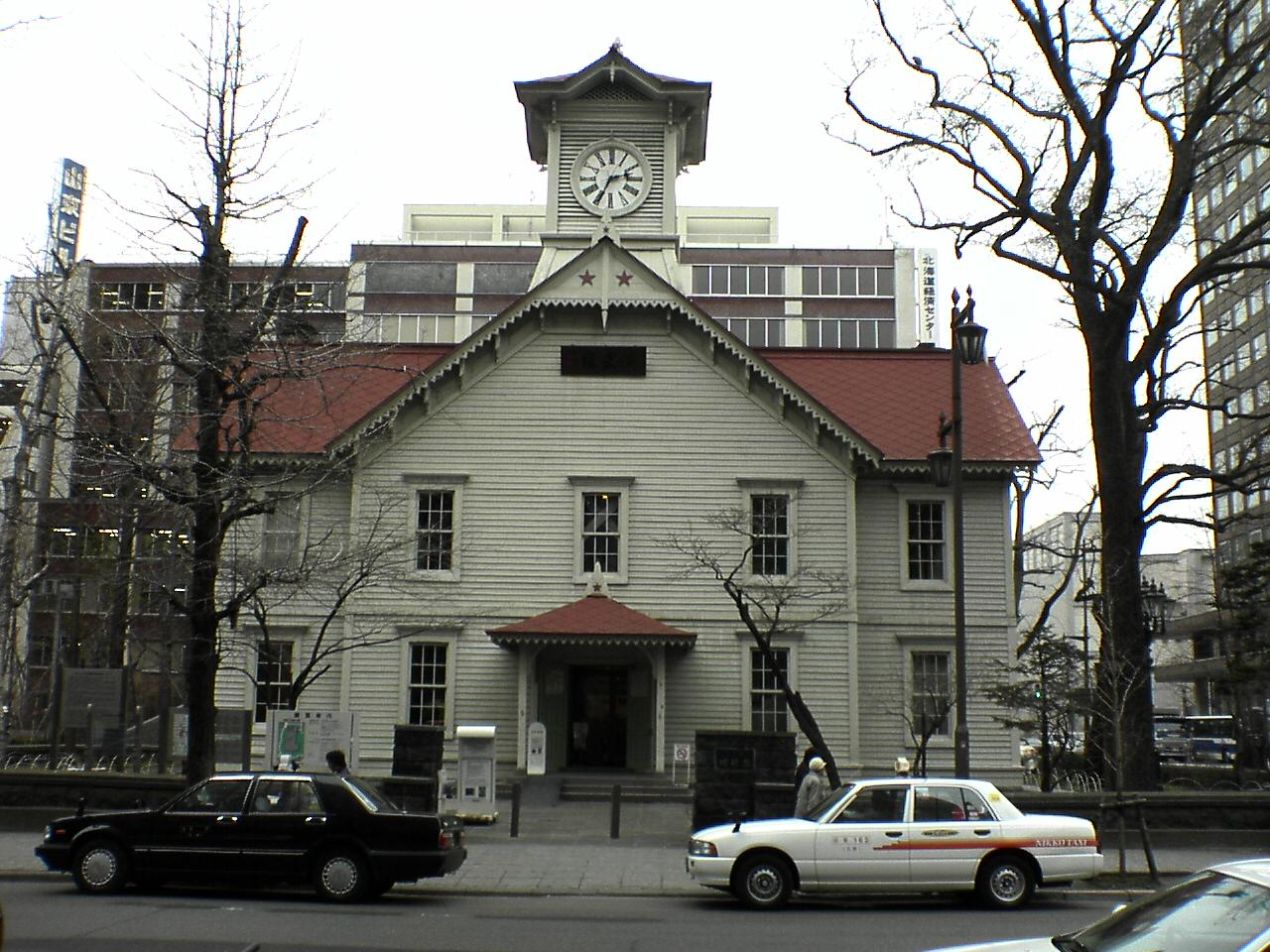
正面から見た時計台

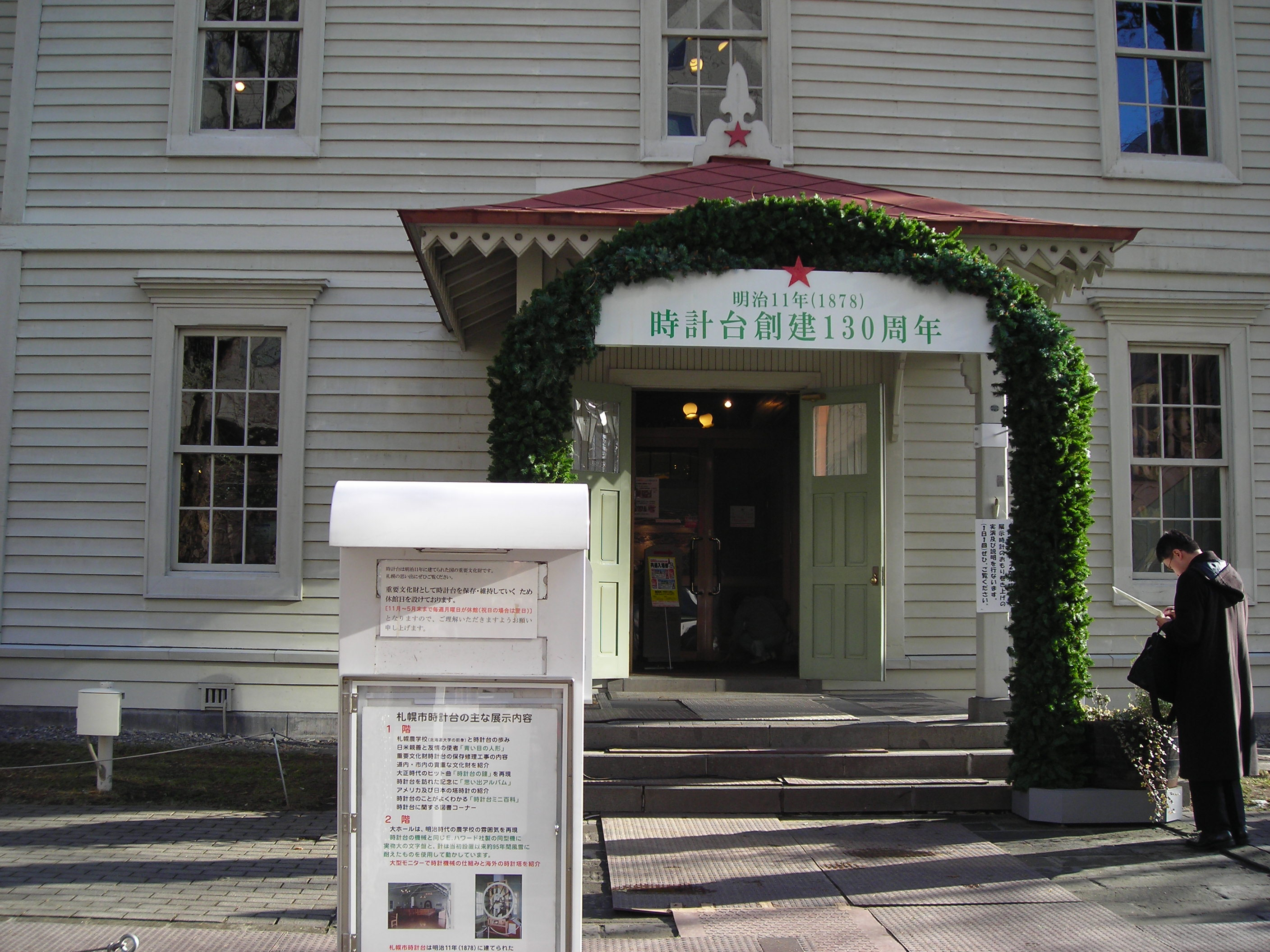
エントランス部

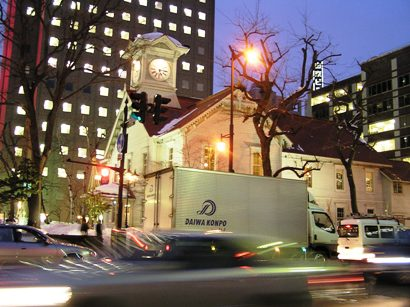
北1条通からの夜景

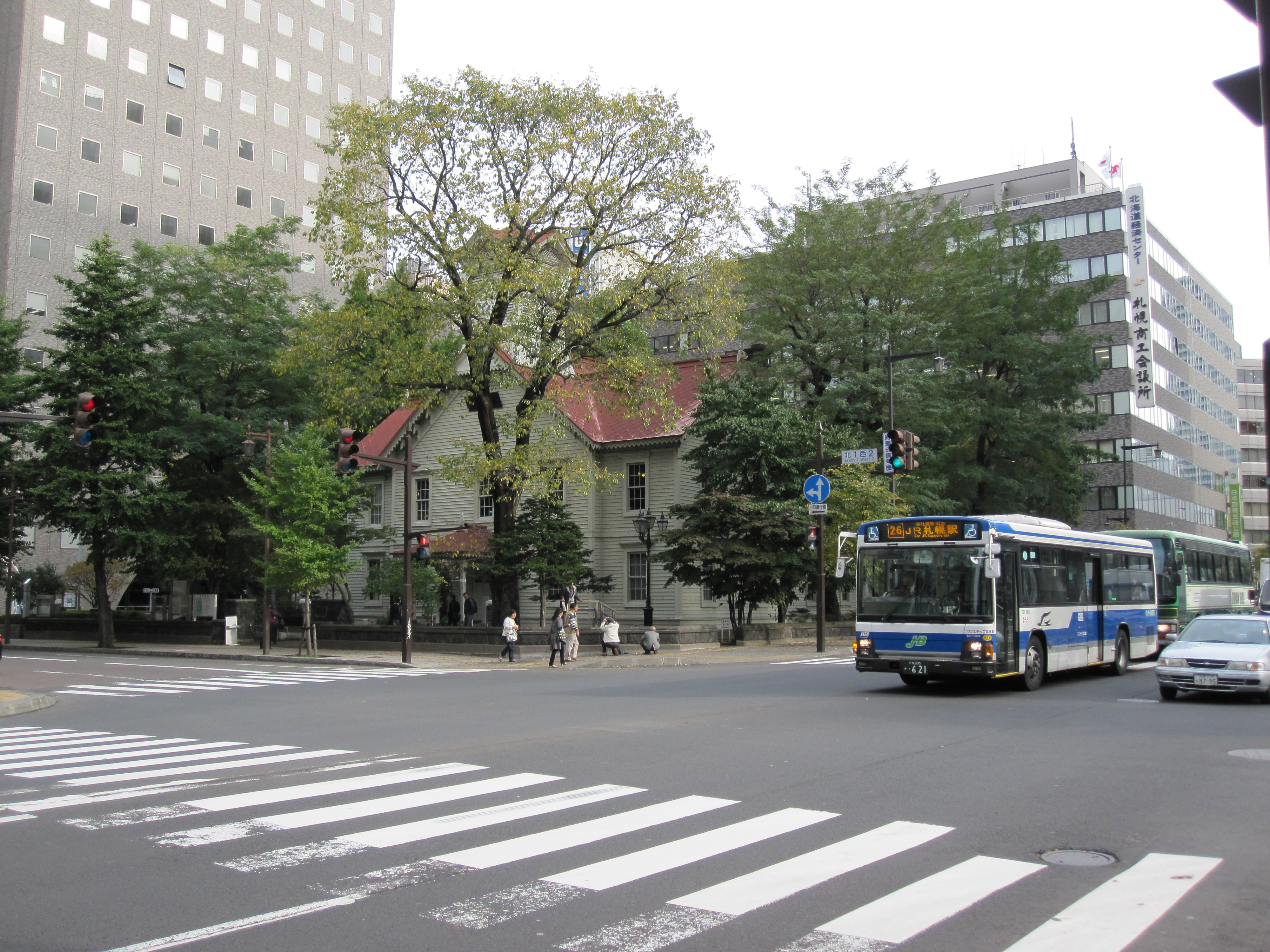
高層ビルに囲まれた状況

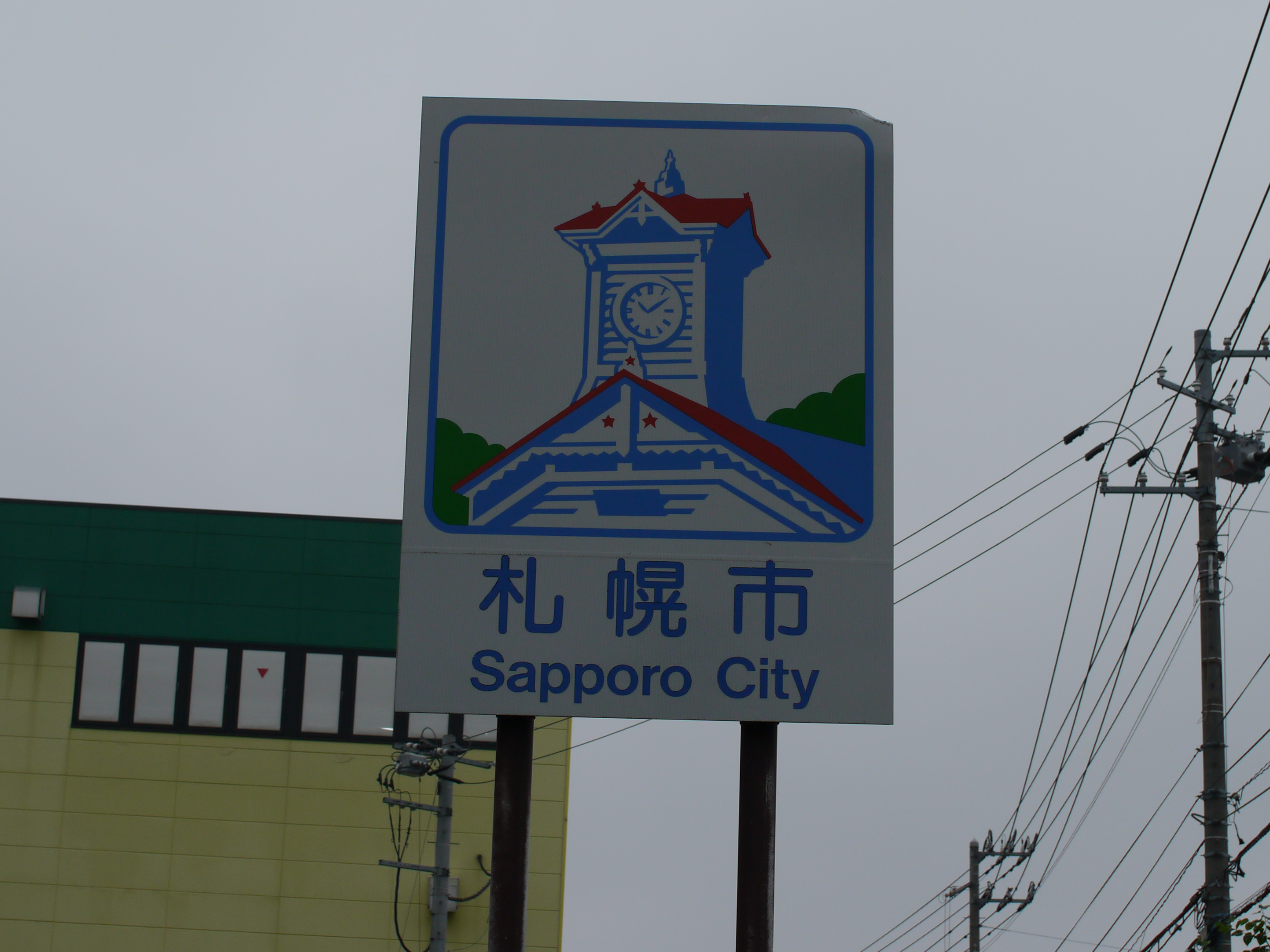
カントリーサインに描かれている時計台

札幌市時計台（さっぽろしとけいだい）は、北海道札幌市中央区北1条西2丁目にある歴史的建造物である。重要文化財（1970年6月17日指定）。
正式名称を「旧札幌農学校演武場」（きゅう-さっぽろのうがっこう-えんぶじょう）と称する。現在の通称は「札幌時計台」、もしくは単に「時計台」と呼ばれ、多くの観光客が訪れる名所になった。

## 概要
三角屋根の上に大時計を載せた特徴的な外観の建築物であり、時計台としては日本最古である。
札幌農学校（現在の北海道大学）の演武場として1878年に建設され、完成後の1881年に時計塔が設置された。1階は研究室や講義室等に使われた。2階が演武場として、訓練や体育の授業のほか、入学式・卒業式・祝賀会など催事にも用いられ、新渡戸稲造や内村鑑三（ともに第2期生）といった著名な卒業生もここで卒業し学士の学位を授与されている。札幌農学校が北1条〜北2条から現在の北海道大学の位置に移転したことで演武場は札幌市に移管された。1906年の道路整備に伴い、元の北2条通の位置にあった演武場は、北1条の寄宿舎のあった場所へと100mほど移動したが、現在も札幌農学校の当初の敷地内で往時の面影をとどめている。
札幌農学校初代教頭クラークが、彼自身が学長を勤めたマサチューセッツ農科大学の教育に倣い、そのための施設として演武場の必要性を提言した。計画者は2代目教頭であった工学者ウィリアム・ホイーラーであり、北辺警備に備えた訓練を目的として、安達喜幸をはじめとする北海道開拓使工業局による設計・監督の下建造された、バルーンフレーム構造の木造2階建（時計部分の塔屋を除く）である。屋根は鉄板葺き、高さは19.825m、延面積は約760m2である。
北海道大学の発祥の地であるため、同大学とは密接な関係にあり、1階の展示室では北海道大学附属図書館に所蔵されている資料が多く展示されている。この他、同大学のイベント会場としても使用されることが多く、現在でも「時計台サロン」などの市民公開セミナーなどが開催されている。また、1階売店では北大関連グッズも販売されている。
2階は貸ホールとしての機能も有しており、札幌で毎年開催される国際教育音楽祭PMFを含め、コンサートなどのイベントが頻繁に開催されている。
かつては札幌市の図書館として使われていたこともある。2008年（平成20年）から指定管理者制度を導入。
北海道庁旧本庁舎（赤レンガ庁舎）と並び、札幌市中心部の有名観光スポットであり、札幌市のカントリーサインのデザインとしても使用される札幌市の象徴的建物である。また道外では札幌ラーメンの店の看板や北海道観光のポスターに多用されるなど、札幌のみならず北海道の象徴とされる例も多いほか、北海道日本ハムファイターズの応援歌の歌詞にも使われている。
壁面は白く塗られているが、1995年（平成7年）から実施された保存修理時の調査で、創建当初は壁が灰色、柱や窓枠が茶色に塗られていたことが判明した。壁は緑色に塗られていた時期もあり、白の塗装となったのは1953年（昭和28年）からである。上述の保存修理に際して、壁の色は創建時の灰色に戻すことはせず、長年親しまれた白色としている。

## 沿革
- 1878年（明治11年）10月16日 - 演武場（武芸練習場・屋内体育館）として建設される。場所は札幌農学校敷地内で、1906年（明治39年）に移設されるまでは、現在の位置よりおよそ130m北東に位置していた[11]。
- 1880年（明治13年）7月 - クラークから直接教えを受けた第1期生13名の卒業式が行われる。以後、農学校が現在の北大の位置に移転するまで多くの卒業生を送り出す[5]。
- 1881年（明治14年）
  - 8月12日 - 鐘楼に時計が設置され運転を開始する[2][11]。
  - 9月1日 - 明治天皇が札幌農学校行幸、演武場で実験や授業を視察[12]。
- 1898年（明治31年） - 有島武郎の『星座』に大時計の鐘の音が描かれる。
- 1899年（明治32年） - 博士号を授与された1期生佐藤昌介、2期生宮部金吾、南鷹次郎の学位授与祝賀会が演武場2階で開催される[13]。
- 1903年（明治36年） - 札幌農学校が現在の北海道大学所在地に移転する。
- 1906年（明治39年） - 札幌区により買取され、現在の場所に移設される。
- 1911年（明治44年） - 図書館として使用される（1966年〈昭和41年〉まで）。
- 1922年（大正11年） - 高階哲夫が『時計台の鐘』を作詞作曲する。
- 1922年（大正11年）または1924年（大正13年） - 札幌市教育会の寄付により改装工事を実施、2階演舞場の改装と東側に階段室を設置。
- 1926年（大正15年） - 所有者が札幌市に移転する。
- 1933年（昭和8年） - 教育文化施設としての拡充を目的に改装工事や管理人住宅の新設を実施。
- 1934年（昭和9年） - 明治天皇聖蹟碑建立[14]
- 1943年（昭和18年） - 大日本帝国陸軍が接収、通信隊や人事部が使用。
- 1945年（昭和20年） - 終戦に伴い接収解除、札幌市教育会他各種団体が入居。明治天皇聖蹟碑撤去[15]。
- 1966年（昭和41年） - 札幌市議会が現在地での永久保存を決定[6]。
- 1967年（昭和42年） - 図書館移転を機に復元工事を実施。
- 1968年（昭和43年） - 札幌市創建100年を記念し二階に歴史展示室を設置。
- 1970年（昭和45年）6月 - 重要文化財に指定される[1]。時計と自鳴器械一式は附（つけたり）。
- 1976年（昭和51年） - 2階に「札幌歴史館」を暫定開館。
- 1978年（昭和53年） - 全館を「札幌歴史館」として全面開館。
- 1995年（平成7年） - 1998年（平成10年） - 大規模な修復工事を施工する。
- 1996年（平成8年）- 日本の音風景100選に選出される。
- 1998年（平成10年） - 札幌市友会に管理を委託[8]。「札幌市時計台」として再開館し1階を時計台の資料室、2階をホールスペースとする。
- 2008年（平成20年） - 指定管理者制度を導入（札幌市友会が引き続き管理）[8]。
- 2009年（平成21年）8月 - 機械遺産32番に認定される。
- 2014年（平成26年） - 4月よりエムエムエスマンションマネージメントサービスが指定管理者となり[8][16]、8月11日から照明を発光ダイオード（LED）に変更する[17]。
- 2017年（平成29年） - 2階ホールにクラーク像設置[18]。
- 2018年（平成30年）6月 - 10月 - 塗装塗り替えを中心とした改修工事を実施。
- 2021年（令和3年） - 明治天皇聖蹟碑を76年ぶりに再建[19]。「時計台の鐘」の歌碑設置[20]。
- 改修工事を行うため2028年度をめどに休館することが発表された[21]。

## 時計
建設当初は大時計を設置せず、鐘楼に工部省東京工場製の鐘が吊るされていた。綱を引いて鐘を鳴らす仕組みだったが、時報の正確性に欠くことや振動により実験に支障をきたすことから、開拓長官であった黒田清隆のもと、1881年（明治14年）6月に塔部分を新築し、ハワード製の時打重錘振子式四面時計（製造番号738）が設置された。
同年8月12日、正式に鐘を鳴らし始めたこの時計は、重りの力を利用した振り子式で、4日に一度は運用針と打鐘用の2つの重りを吊るしたワイヤーを、ハンドルを使い人力で巻き上げねばならないが、豊平川の小石を詰めた木箱の重りの重さはそれぞれ50kgと150kgにもなる上、機械に負担が掛からないよう2時間ほど掛けてゆっくりと巻き上げる必要があり、かなりの労力を要する。文字盤の直径は1.67m、分針の長さは85cm、時針の長さは63cmで杉材を用いている。鐘は銅・錫・亜鉛の合金による青銅製で、高さ73cm、底面直径71cm、重さは約226kg。
今でこそ大切に管理されているが、かつては時計台の価値が十分に理解されず故障しても放置されていた時代があった。1933年（昭和8年）、時計台の近くで時計店を営んでいた井上清は、長期間止まったままになっている時計のことが気になり、市に修理を申し出たが予算不足を理由に断られた。そのため井上はボランティアで保守整備を行うことを決意し、作業を始めた。1か月の時間を要し、錆（さび）を取り、部品を丁寧に分解修理し、時計の機能を回復させた。井上はほぼ毎日時計台に通い、長年に渡り重りの巻上げを含む時計の保守管理を続けたが、1982年（昭和57年）に息子の和雄（1947年〈昭和22年〉から父の時計店で働いていた）が市の非常勤職員に採用され、清の仕事を引き継いだ。2009年（平成21年）からは和雄の指導を受けた札幌市友会（市職員OBによる一般社団法人）の専任職員が保守管理を行っている。なお、2014年（平成26年）度からエムエムエスマンションマネージメントサービスが指定管理者となっている。

## 観光名所としての時計台
現在は、高層ビル群に囲まれている。
鐘の音も高層ビルに阻まれて、現在は時計台周辺でしか聞こえないが、市内の小学校などでは、時刻によって録音された鐘の音を鳴らしている。
周囲をビルに囲まれており、その景観などの理由から「日本三大がっかりスポット」と称されることもあり、過去に中島公園や円山公園への移転案が具体化されたことがあったが、市民からは「時計台は立ちはだかるビルの間にあってこそ生きた歴史である」等の反対意見が多数を占め、結局札幌市議会の可決により、1966年に永久保存が決定された。
時計台を擬人化したデザインの非公式キャラクターとして札幌市の土産品企業・小六による2004年制定の「とっけ」と、2005年に時計台とさっぽろテレビ塔の共通入場券発売を機に制定された「時計大臣」があり、後者はさっぽろテレビ塔の非公式キャラクター「テレビ父さん」と同じく工房アルティスタが製作している。

## ラジオ時報としての時計台の鐘
STVラジオでは、平日の6時・7時・8時と16時 に正時の時報音に代わって、札幌時計台の鐘の音を生で放送している。
スポンサーがつく場合は、ライブ音声に入る前にCMを流し、59分50秒から「○時の札幌時計台の鐘。（　スポンサー名　）がお送りします。」のあとに正時の鐘の音。終了後、「○時の札幌時計台の鐘。（　スポンサー名　）がお送りしました。」のあとに番組に戻る。

ノンスポンサーの場合は、番組を締めたあとにライブ音声を開始。59分50秒から「札幌時計台の鐘が○時をお知らせします。」のあとに正時の鐘の音。終了後、「札幌時計台の鐘が○時をお知らせしました。」のあとに番組に戻る。
生で放送しているが、6時と7時は『北海道ライブ あさミミ!』の女性パーソナリティ（渋谷奈々子／上田あや）が生で担当、8時は番組切り替えであるため音声のみ事前収録となっているが、正時跨ぎであった時代は変わらず生で担当していた。16時は番組切り替えではあるが、『吉川のりお スーパーLIVE』の吉川のりおがそのまま生で担当している。

## 札幌市民憲章
1963年（昭和38年）に制定された札幌市民憲章には、前文に当たる前章で「わたしたちは、時計台の鐘がなる札幌の市民です」と詠われている。市民憲章の成文化にあたり「市民の願いを土台にわかりやすく格調高くまちの個性を生かしたもの」という条件のもと、当時の市教育委員長である宇野親美が提案して盛り込まれた。

## 交通
- 札幌市営地下鉄大通駅から徒歩5分[34]（通りを挟んだ南向かい側には市役所本庁舎が所在している）。